# Daedeok-myeon, Damyang-gun
Daedeok-myeon (koreanska: 대덕면) är en socken i Sydkorea. Den ligger i kommunen Damyang-gun i provinsen Södra Jeolla, i den södra delen av landet, 260 km söder om huvudstaden Seoul.